# Estación de Los Carteros
Los Carteros será una estación de la Línea 3 del Metro de Sevilla en el barrio de Pino Montano que se situará a la altura de la glorieta de enlace de la Ronda Urbana Norte con la avenida Alcalde Manuel del Valle e irá a 12,5 metros de profundidad bajo tierra.

## Accesos
- Alcalde Manuel del Valle Av. Alcalde Manuel del Valle (esquina Ronda Urbana Norte).
- Av. Alcalde Manuel del Valle (esquina opuesta Ronda Urbana Norte).

## Líneas y correspondencia
| << cabecera        | < estación | línea | estación > | cabecera >>          |
| ------------------ | ---------- | ----- | ---------- | -------------------- |
| Pino Montano Norte | Los Mares  |       | San Lázaro | Hospital V. de Valme |

## Conexiones

### Autobuses urbanos
Diversas líneas de autobuses urbanos propiedad de la empresa TUSSAM tienen parada en la proximidad de la futura estación.
| N.º de parada | LÍNEA | Trayecto                       | Zona           |
| ------------- | ----- | ------------------------------ | -------------- |
|               | 13    | Plaza del Duque - Pino Montano | Radial Norte   |
|               | C6    | Circular                       | Circular Norte |